# 20.º Prêmios Annie
O 20.º Prêmios Annie foi a primeira cerimônia do Prêmios Annie que reconheceu a conquista da animação no cinema e na televisão como um todo. Por duas décadas, a cerimônia de premiação reconheceu apenas conquistas individuais. A cerimônia homenageou as realizações notáveis em animação de 1991.

## Vencedores e indicados
Indica o ganhador dentro de cada categoria.
| Melhor longa-metragem Beauty and the Beast da Walt Disney Pictures - Bébé's Kids da Hyperion, Paramount - FernGully: The Last Rainforest da 20th Century Fox Animation, FAI Films, Kroyer Films | Melhor animação para televisão Os Simpsons da Fox - TaleSpin da Walt Disney Television - The Ren & Stimpy Show da Nickelodeon - Darkwing Duck da Walt Disney Television Animation - Tiny Toon Adventures da Amblin/Warner Bros. Animation |
| Melhor comercial animado para televisão Hare Jordan – Nike, Warner Bros. Animation - Car Cover – Lexus, Rhythm & Hues, Inc. - Cheese Pizza – Ritz Bitz Sandwich Crackers, Will Vinton Studios - Cowardly Baskets – Reebok, Rhythm & Hues, Inc. - Fiesta – Ritz Bitz Sandwich Crackers, Will Vinton Studios - Mug – Beecham Hot Lemon, Will Vinton Studios - One Match – Match Light Charcoal, Rhythm & Hues, Inc. - Spotlight Switch – Diet 7UP, Duck Soup Productions - Stork – Baer Animation Company, Inc. | |

## Prêmios do Júri
Prêmio Winsor McCay
Reconhecimento por contribuições de carreira para a arte da animação
- Les Clark
- Stan Freberg
- David Hilberman

Realização individual proeminente no campo da animação
- Glen Keane
- John Kricfalusi
- David Silverman

Certificado de Reconhecimento de Mérito
pelo serviço à arte, artesanato e indústria da animação
- Robert Clampett Jr.
- David F. Crane
- George Feltenstein